# Profil aerodinamic
În aviație un profil aerodinamic este conturul secțiunii făcute prin aripa unui avion sau pala unei elice, într-un plan perpendicular pe suprafața aripii și paralel cu axa avionului, respectiv într-un plan tangent la un cilindru care ar intersecta elicea și ar avea axa în axa acesteia.
Scopul unui profil aerodinamic este de a crea o forță portantă cât mai mare având totodată o rezistență la înaintare cât mai mică.

## Elementele caracteristice unui profil aerodinamic

Elementele caracteristice unui profil aerodinamic.

Elementele caracteristice unui profil aerodinamic sunt mărimi care definesc forma, modul de generare și unele aspecte funcționale. Ele sunt:
- Bordul de atac (2). Este bordul din fața profilului, definit drept punctul de tangență la profil al cercului cu centrul în bordul de fugă.[2]
- Bordul de fugă (7). Este bordul din spatele profilului.[1][2][3]
- Coarda (c). Este linia de referință aleasă arbitrar pentru definirea profilului și care se determină fie ca bitangentă la intradosul profilului, fie ca raza cercului tangent la bordul de atac și cu centrul în bordul de fugă.[1][2][4]
- Axa profilului este dreapta care unește bordul de atac cu bordul de fugă.[2] Mai este cunoscută drept coarda aerodinamică.[necesită citare]
- Extradosul (6). Este fața de deasupra a profilului unei aripi de avion.[4] Fără a se face referire la poziție, prin extrados se înțelege partea mai bombată a profilului.
- Intradosul (9). Este fața opusă extradosului. În caz că forma profilului este simetrică față de axă, teoretic nu se poate defini care față a profilului este intradosul și care extradosul. La aripile de avion prin intrados se înțelege întotdeauna partea de dedesubt a profilului aripii.[4]
- Profunzimea. Este lungimea coardei, măsurată între două perpendiculare pe coardă, care încadrează profilul.[1]
- Linia de curbură medie (scheletul) (8). Este linia trasată la mijlocul distanțelor dintre extrados și intrados.[1]
- Grosimea profilului (4). Este lungimea părții din perpendiculara pe coardă (sau axă) delimitată de intersecțiile cu extradosul și intradosul.[2] Grosimea relativă este raportul dintre grosime și profunzime, exprimat în procente.[1]
- Săgeata profilului (5). Este distanța maximă dintre linia de curbură medie și coarda profilului[1] (ordonata maximă a scheletului[5]).
- Cercul osculator din bordul de atac (3). Este cercul tangent la bordul de atac, cu raza determinată de curbura profilului în bordul de atac.
- Axa de portanță nulă (1). Această axă indică direcția unui curent de fluid pentru care rezultanta forțelor de presiune asupra profilului în direcție perpendiculară pe această axă este nulă. La o aripă de avion, în poziția respectivă aripa nu oferă o forță care să susțină avionul în zbor.[1]
- Unghiul de incidență (unghiul de atac) (α). Este unghiul la care este poziționat profilul față de direcția generală de curgere a fluidului.[1]

## Clasificare
După curbura scheletului, un profil poate fi:
- Cu simplă curbură, la care scheletul este un arc de curbă fără puncte de inflexiune.
- Cu dublă curbură, la care scheletul are un punct de inflexiune.

După forma scheletului și a bordului de fugă:
- Profile Jukovski, cu schelet cu simplă curbură și bordul de fugă ascuțit.
- Profile Kármán-Trefftz, cu schelet cu simplă curbură și bordul de fugă în diedru.
- Profile von Mises, cu schelet cu dublă curbură, formă generală.
- Profile Carafoli, cu schelet cu simplă sau dublă curbură și bordul de fugă rotunjit.

După viteza la care se preconizează a fi folosit, caracterizată prin numărul Mach:
- Profile subsonice, la care numărul Mach este subunitar. Acestea sunt profile relativ groase, cu curbură mare și cu bordul de atac rotunjit.
- Profile supersonice, la care numărul Mach este supraunitar. Acestea sunt profile relativ subțiri, cu curbură mică sau nulă și cu bordul de atac ascuțit (profile rombice).